# Gurung

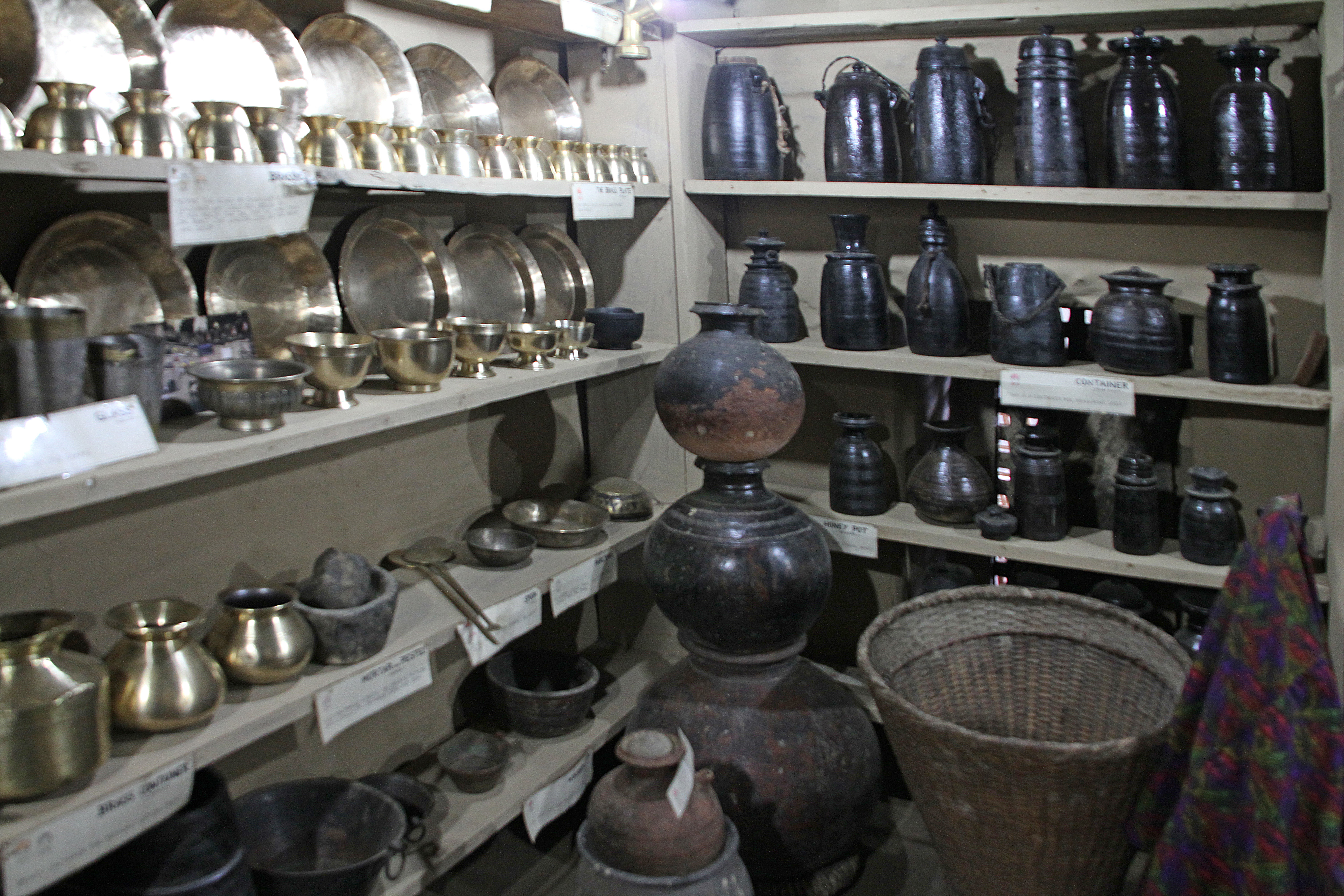
Gurung-Museum in Ghandruk

Die Gurung sind ein nepalesisches Volk tibetischer Abstammung. Die Gurung leben hauptsächlich in der Provinz Gandaki, speziell in den Distrikten Lamjung, Kaski, Tanahu, Gorkha, Parbat und Manang um das Annapurna-Massiv und die Region um Pokhara. Einige wenige Gurung leben über das ganze Land verteilt bis hin nach Ostnepal.
Im Jahr 2001 ergab eine Volkszählung die Zahl von 543.571 Gurung, das entspricht etwa 2,4 % der Bevölkerung Nepals. 338.925 von ihnen sprechen danach Temü-Tan, eine tibeto-birmanische Sprache. In den 1970er Jahren sollen die Gurung ca. 160.000 Menschen gezählt haben.
Der Name Gurung leitet sich vom tibetischen Wort „Grong“ Bauer her. Die Gurung selbst nennen sich Temü (Tamu).
Traditionell lebten die Gurung von Viehzucht, Handel und dem Weben von Teppichen und Decken. Seit dem 19. Jahrhundert dienten viele Gurung in indischen und britischen Gurkha-Regimentern. Für diese stellen dann ihre von der Armee gezahlten Pensionen eine wichtige Einnahmequelle dar.
Heute gehen die Gurung, besonders im städtischen Umfeld, allen modernen Erwerbszweigen nach. Landwirtschaft und Textilverarbeitung sind aber nach wie vor ein wichtiger Bestandteil.
Die traditionelle Bauweise der Häuser ist ein rechteckiger Grundriss, zweigeschossig, aus sauber aufgeschichteten Trockenmauern und schiefergedeckten Dächern. In niederen Lagen auch mit ovalem Grundriss und Strohdeckung. Manche Häuser haben an der Südseite eine Veranda.
Ursprünglich waren die Gurung Anhänger der Bön-Religion. Später wandten sich viele dem tibetischen Buddhismus zu, dem bis heute die meisten Gurung, vor allem die Hochlandbewohner, angehören (Lama-Gurung). In den südlichen Siedlungsgebieten setzte sich bei einer kleineren Anzahl(Cho-Gurung) der Hinduismus durch. Bei beiden Gruppen finden sich aber noch Anklänge an die Bön-Religion. Bei den Lama-Gurung herrscht als Zweitsprache Tibetisch vor, dagegen ist bei den Cho-Gurung das Nepali neben der Muttersprache gebräuchlich.
Unter jungen Gurung Männern werden Teile Gurkha-Soldaten rekrutiert.